# Karol Antoni Gwoździewicz
Karol Antoni Gwoździewicz (ur. 13 czerwca 1948 w Andrychowie) – działacz podziemia niepodległościowego.

## Młodość i rodzina
Urodził się 13 czerwca 1948 roku w Andrychowie. Jest synem Karola Franciszka Gwoździewicza i Antoniny Gwoździewicz z domu Copik. Pochodzi z patriotycznej rodziny: Mikołaj Copik (pradziadek), powstaniec śląski, członek destrukcyjnej Grupy Wawelberga; Filip Copik (dziadek), powstaniec śląski, członek destrukcyjnej Grupy Wawelberga; Jan Gwoździewicz senior (dziadek) żołnierz I Brygady Legionów Polskich; Jan Gwoździewicz junior (stryj) lotnik, uczestnik kampanii wrześniowej, pilot 305 polskiego dywizjonu bombowego; Karol Franciszek Gwoździewicz (ojciec), zaprzysiężony żołnierz AK, członek PSL Stanisława Mikołajczyka, ścisły współpracownik „Solidarności Walczącej” i Polskiej Partii Niepodległościowej.
Wychowywał się w Katowicach. Od 1955 roku Uczęszczał do Szkoły Podstawowej nr 14 w Katowicach. Od 1962 roku uczęszczał do Technikum Metali Nieżelaznych w Katowicach-Szopienicach, tam doświadczył pierwszych represji ze strony władz komunistycznych: na lekcji historii opowiedział o bitwie warszawskiej w 1920 roku, za co nie otrzymał promocji do kolejnej klasy. Po maturze w 1968 roku zatrudnił się w Zakładach Cynkowych Silesia, gdzie pracował do 2004 roku.

## Działalność opozycyjna przed Solidarnością
W marcu 1968 roku uczestniczył w demonstracjach studenckich w Katowicach. Przewodniczył Komisji Wydziałowej (w Zakładach Cynkowych „Silesia”). W latach 1978–1980 kolportował niezależne wydawnictwa WZZ, ROPCiO i KSS KOR w Silesii (m.in. „Ruch Związkowy”, „Robotnik” „Opinia”).

## Działalność w „Solidarności” oraz w podziemiu niepodległościowym
We wrześniu 1980 roku wstąpił do NSZZ „Solidarność”, należał do Komitetu Zakładowego w Silesii, współorganizował zebrania MKZ Katowice odbywające się w Zakładach Cynkowych Silesia. Po wprowadzeniu stanu wojennego zorganizował mieszkania i zaopatrzenie dla ukrywających się Janiny Jadwigi Chmielowskiej i Jana Andrzeja Górnego oraz innych działaczy opozycji antykomunistycznej. Od 15 grudnia 1981 roku do 13 listopada 1995 roku ukrywał drewnianą rzeźbę stoczniowca gdańskiego, która była symbolem porozumień sierpniowych. Od 1982 roku zainicjował i współorganizował tzw. latające biblioteki. W latach 1983–1987 należał do Konfederacji Polski Niepodległej. Od 1983 roku był dostawcą materiałów poligraficznych dla podziemnych drukarni. W latach 1983–1989 był łącznikiem RKK (Regionalny Komisja Koordynacyjna). W latach 1985–1987 współpracował z RKW (Regionalna Komisja Wykonawcza), z ramienia którego był odpowiedzialnym za kontakt z Tadeuszem Jarzębowskim (Jarskim) z londyńskiej „Solidarity with Solidarity”. W latach 1984–1988 organizował spotkania RKW i blisko współpracował z Andrzejem Rozpłochowskim. W latach 1985–1992 był zaprzysiężonym członkiem „Solidarności Walczącej”. Współpracował także z Wydziałem Wschodnim „Solidarności Walczącej” (Janina Jadwiga Chmielowska, Piotr Hlebowicz). W 1989 roku współpracował z redakcją pisma „Przegląd Jastrzębsko-Rybnicki”, drukował i kolportował pisma „PIK” (Podziemny Informator Katowicki), „WiS” (Wolni i Solidarni). W latach 1987–1993 należał do Polskiej Partii Niepodległościowej.

## Działalność po 1989 roku
Od 1993 roku należał do RdR (Ruch dla Rzeczypospolitej). W 1993 roku został upoważniony przez Jana Olszewskiego do organizowania i reprezentowania Ruchu dla Rzeczypospolitej w województwie katowickim. W wyborach do sejmu w 1993 roku startował z drugiego miejsca na liście wyborczej do sejmu KdR (Koalicja dla Rzeczypospolitej), mandatu nie uzyskał. W wyborach prezydenckich 1995 roku był jednym z wiceszefów, sztabu wyborczego Lecha Wałęsy w województwie katowickim. Był przewodniczącym R.d.R. – O.P. województwa katowickiego – członkiem Rady Politycznej R.d.R. – O.P. W 1996 roku był sygnatariuszem z ramienia RdR powołania regionalnej Akcji Wyborczej Solidarności w regionie Śląsko-Dąbrowskim. W październiku 1998 roku po rozwiązaniu RdR – OP wstąpił do RS – AWS (Ruch Społeczny – Akcja Wyborcza Solidarność). W maju 2000 roku został powołany na stanowisko doradcy wojewody śląskiego. Po odwołaniu wojewody śląskiego Marka Kempskiego, zawiesił swoją działalność polityczną. W 2010 roku po katastrofie smoleńskiej wznowił swoją aktywność polityczną i wstąpił do PiS. Popularyzuje tematy historyczne związane z powstaniami śląskimi, był członkiem Towarzystwa Obrony Zachodnich Kresów Polski. Sukcesywnie tworzy prywatne muzeum związane z historią Śląska i swojej rodziny.
Ma syna Michała oraz dwie wnuczki Kaję oraz Jagodę.

## Odznaczenia
W 2016 roku został odznaczony medalem Pro Patria, a także Krzyżem Wolności i Solidarności. W 2017 roku został odznaczony Krzyżem Solidarności Walczącej. W 2019 roku został odznaczony Medalem Stulecia Odzyskania Niepodległości. W 2020 roku Krzyżem za Zasługi dla Niepodległości. W 2021 roku został odznaczony Krzyżem Oficerskim Orderu Odrodzenia Polski. Uzyskał też status działacza opozycji antykomunistycznej i osoby represjonowanej nadany przez Urząd do Spraw Kombatantów i Osób Represjonowanych.

## Źródła
- Encyklopedia Solidarności Opozycja w PRL 1976-1989 tom 2, Wyd. Stowarzyszenie Pokolenie, s. 135.
- Słownik działaczy i współpracowników Solidarności Walczącej 1982–1990. Praca zbiorowa pod red. Romana Zwiercana wyd. Fundacja Pomorska Inicjatywa Historyczna s. 174.
- Leksykon Ludzi Małopolskiej „Solidarności” Tom 2. Adam Gliksman, s. 100.